# Stadtwerke Regensburg
Die das Stadtwerk Regensburg GmbH oder das Stadtwerk.Regensburg ist eine Holding-Gesellschaft, welche die öffentlichen Versorgungsunternehmen der Stadt Regensburg vereint. Als 100-prozentiges Tochterunternehmen der Stadt Regensburg betreibt das Unternehmen zusätzlich drei öffentliche Parkgaragen sowie eine P+R-Anlage.

## Tochtergesellschaften
Folgende Unternehmen sind 100-prozentige Tochterunternehmen von das Stadtwerk.Regensburg:
- das Stadtwerk.Regensburg Mobilität GmbH mit den Kommunikationsmarken das Stadtwerk.Mobilität, das Stadtwerk.Earl, das Stadtwerk.Emil und das Stadtwerk.Ella
- das Stadtwerk.Regensburg Fahrzeuge und Technik GmbH (Kommunikationsmarke das Stadtwerk.Fahrzeuge und Technik)
- das Stadtwerk.Regensburg Bäder und Arenen GmbH mit den Kommunikationsmarken das Stadtwerk.Bäder, das Stadtwerk.Westbad, das Stadtwerk.Wöhrdbad, das Stadtwerk.Hallenbad, das Stadtwerk.Arenen, das Stadtwerk.Donau-Arena, Continental Arena
- das Stadtwerk.Regensburg Logistik GmbH (Kommunikationsmarke das Stadtwerk.Logistik)

Weiterhin hält das Stadtwerk.Regensburg Anteile folgender Unternehmen:
- REWAG
- Regensburger Verkehrsverbund (RVV, über RVB)

## Geschichte
Die Stadtwerke Regensburg GmbH (SWR) wurde 1975/76 als Eigengesellschaft der Stadt gegründet.
Mitte 2018 erfolgte die Umformierung zu das Stadtwerk.Regensburg.
Töchterunternehmen der Stadtwerke Regensburg waren
- Regensburger Verkehrsbetriebe GmbH (RVB) mit REBUS GmbH
- Regensburger kommunaler Fahrzeugpark GmbH (RFG)
- Regensburger Badebetriebe GmbH (RBB)
- LSR Lagerhaus- und Schiffahrtsgesellschaft mbH Regensburg (LSR)[2]